# Großer Preis von Brasilien 2012
Der Große Preis von Brasilien 2012 (offiziell Formula 1 Grande Prêmio Petrobras do Brasil 2012) fand am 25. November auf dem Autódromo José Carlos Pace in São Paulo statt und war das 20. und letzte Rennen der Formel-1-Weltmeisterschaft 2012.

## Berichte

### Hintergrund
Nach dem Großen Preis der USA führte Sebastian Vettel in der Fahrerwertung mit 13 Punkten vor Fernando Alonso und mit 67 Punkten vor Kimi Räikkönen. In der Konstrukteurswertung führte Red Bull-Renault mit 73 Punkten vor Ferrari und mit 87 Punkten vor McLaren-Mercedes. Red Bull-Renault stand bereits als Konstrukteursweltmeister fest.
Damit Alonso in der Fahrerwertung den Rückstand auf Vettel aufholen und noch Weltmeister werden konnte, musste eines der folgenden Rennergebnisse eintreten:
- Bei einem Sieg von Alonso durfte Vettel maximal Fünfter werden. Bei einem Sieg Alonsos und einem vierten Platz Vettels wären beide Fahrer punktgleich gewesen, und in diesem Fall hätte die Anzahl der Rennsiege (fünf für Vettel, vier für Alonso) den Ausschlag gegeben.
- Bei einem zweiten Platz von Alonso durfte Vettel maximal Platz 8 erreichen.
- Bei einem dritten Platz von Alonso durfte Vettel maximal Platz 10 erreichen. Platz 9 von Vettel hätte ebenfalls einen Gleichstand nach Punkten ergeben, in dem Vettel bevorteilt wäre.

Beim Großen Preis von Brasilien stellt Pirelli den Fahrern die Reifenmischungen P Zero Hard (silber) und P Zero Medium (weiß) sowie für Nässe Cinturato Intermediates (grün) und Cinturato Full-Wets (blau) zur Verfügung. Im ersten freien Training erhielten die Piloten zusätzlich zwei Reifensätze eines Prototyps für die Saison 2013.
Mit Michael Schumacher (viermal), Felipe Massa, Mark Webber (jeweils zweimal), Räikkönen und Vettel (jeweils einmal) traten fünf ehemalige Sieger zu diesem Grand Prix an.
Als Rennkommissare fungieren Silvia Bellot (ESP), Garry Connelly (AUS), Felipe Giaffone (BRA) und Tom Kristensen (DEN).
Schumacher, Bruno Senna, Narain Karthikeyan, Witali Petrow und Timo Glock bestritten ihren letzten Grand Prix.

### Training
Im ersten freien Training erzielte Lewis Hamilton die Bestzeit vor Vettel und Webber. In diesem Training übernahm Valtteri Bottas den Williams von Senna und Giedo van der Garde den Caterham von Heikki Kovalainen.
Im zweiten freien Training blieben die ersten drei Positionen unverändert.
Im dritten freien Training übernahm mit Jenson Button erneut ein McLaren-Pilot die Spitzenposition vor den Red-Bull-Fahrern Vettel und Webber ein.

### Qualifying
Vor dem Qualifying hatte es geregnet, sodass die Strecke zu Beginn des Qualifyings unterschiedlich nass war. Es war jedoch so trocken, dass die Piloten die schnellsten Runden auf Slicks fuhren. Hamilton war der schnellste Pilot. Die HRT-, Marussia- und Caterham-Piloten sowie Romain Grosjean schieden aus. Grosjean fiel in diesem Abschnitt ebenfalls durch eine leichte Berührung mit Pedro de la Rosa auf der Start-Ziel-Kurve auf, bei der sich Grosjean den Frontflügel beschädigte. Die Rennkommissare beurteilten diese Berührung als Rennunfall und verhängten keine Sanktionen. Im zweiten Abschnitt fuhr Vettel die schnellste Runde. Die Toro Rosso- und Sauber-Piloten sowie Schumacher, Senna und Paul di Resta schieden aus. Im dritten Segment erhielt Hamilton die Führung zurück und sicherte sich die Pole-Position vor Button und Webber.
In der Startaufstellung wurden Pastor Maldonado um zehn und de la Rosa um fünf Positionen nach hinten versetzt – Maldonado aufgrund einer dritten Verwarnung, diesmal für das Auslassen einer Kontrollwiegung. De la Rosa erhielt die Startplatzstrafe, da er sein Getriebe vorzeitig gewechselt hatte. Da er den letzten Platz belegte, blieb die Strafe somit ohne Auswirkung.
Die Aspiranten auf die Fahrerweltmeisterschaft Vettel und Alonso erhielten die Startpositionen vier und sieben.

### Rennen
Vor dem Rennen, das das letzte von Schumacher war, fuhr dieser mit einer Flagge, auf der „Thank you“ stand, in die Startaufstellung.
Das Rennen wurde auf einer leicht feuchten Strecke gestartet. Die Piloten verwendeten aber allesamt Slicks. Während die beiden McLaren-Piloten den Start für sich entschieden und ohne Positionswechsel vorne fuhren, gab es dahinter einige Duelle und Verschiebungen. Vettel verlor in der ersten Kurve bereits einige Positionen und fiel unter anderem hinter die beiden Ferrari-Fahrer, die gut starteten, zurück. In der Descida do Lago bremste Vettel zu früh. Während Räikkönen noch auswich, rutschte Senna auf der Innenseite der Kurve in Vettel und drehte ihn um. Auch Sergio Pérez wurde von Senna getroffen. Während Senna und Pérez umgehend ausschieden, fuhr Vettel mit beschädigtem linken Unterboden und Auspuff dem Feld hinterher. Senna und Vettel sahen die Schuld für diese Kollision beim jeweils anderen Piloten. Eine Runde später schied auch Sennas Teamkollege Maldonado von der Strecke rutschend aus. Maldonado fuhr über einen nassen Kerb und kam in den Reifenstapeln zum Stehen.
In der zweiten Runde ging Alonso vor der ersten Kurve gleichzeitig an Massa und Webber vorbei auf die dritte Position. In den nächsten Runden nahm der Regen etwas zu, sodass die Strecke immer rutschiger wurde. In der fünften Runde verbremste er sich vor der ersten Kurve und verlor dabei eine Position an Nico Hülkenberg. Er blieb aber vor Webber, der kurz darauf auch von Massa überholt wurde.
Während sich Webber anschließend von der Strecke drehte und Positionen verlor, schied Grosjean nach einem Unfall in der Mergulho aus. Sein Fahrzeug hatte mit kalten Reifen plötzlich übersteuert. An der Spitze entwickelte sich parallel ein Duell zwischen Hamilton und Button, bei dem Button zunächst nur kurzzeitig an Hamilton vorbeiging. In der achten Runde ging Button aber endgültig an Hamilton vorbei.
In den nächsten Runden entschieden sich einige Fahrer für einen Wechsel auf Intermediate-Reifen, da es immer nasser wurde. Von den vorderen Piloten verzichteten nur Button und Hülkenberg, der damit auf die zweite Position kam, auf einen Wechsel auf Intermediates.
In der 18. Runde kam es an der Spitze zum Führungswechsel und Hülkenberg übernahm erstmals die Führung eines Formel-1-Rennens. In der Zwischenzeit hatte Vettel seinen Rückstand auf Alonso beinahe vollständig abgebaut und lag eine Position hinter ihm auf der fünften Position. Kurz darauf begannen alle Piloten, die auf Intermediates gewechselt hatten, wieder zurück auf Slicks zu wechseln, da der Regen nicht angehalten hatte und die Strecke wieder trockener war. Button und Hülkenberg hatten somit mit ihrem Wechselverzicht die richtige Entscheidung getroffen und lagen in etwa 45 Sekunden vor dem drittplatzierten Hamilton.
In der 23. kam das Safety-Car auf die Strecke, da einige Teile auf der Strecke lagen und sich kurz zuvor Nico Rosberg beim Überfahren eines Teils einen Reifen beschädigt hatte. Button und Hülkenberg nutzen die Safety-Car-Phase für einen Boxenstopp und wechselten auf die härtere Reifenmischung. Die überrundeten Piloten erhielten somit die Möglichkeit, wieder in die Führungsrunde zurückzukommen, da ihnen erlaubt wurde, das Safety Car zu überholen.
Beim Restart blieben die ersten vier Positionen an der Spitze unverändert. Vettel verlor seinen fünften Platz aber an Kamui Kobayashi, der im S do Senna sowohl an Webber, als auch an Vettel vorbeiging. Während Hülkenberg zunächst die Spitzenposition behielt, ging Hamilton eine Runde nach dem Restart an Button vorbei auf die zweite Position und Alonso verlor kurz darauf den vierten Platz an Kobayashi. Allerdings gelang es Alonso, kurz darauf wieder an Kobayashi vorbeizufahren. Vettel verlor in der Zwischenzeit einen weiteren Platz, da Massa ihn überholte. Kurz darauf ging Massa auch an Kobayashi vorbei.
Während der Regen wieder zunahm, ging Hamilton in der 48. Runde an Hülkenberg, der leicht rutschte, vorbei und übernahm die Führung. Die ersten Piloten wechselten in dieser Rennphase auf Intermediates. Auch Vettel ging an die Box, allerdings entschied er sich dafür, auf Slicks zu bleiben. In der 54. Runde kam es zu einer kuriosen Szene mit Räikkönen im Mittelpunkt. Räikkönen drehte sich von der Strecke und versuchte hinter der Streckenbegrenzung über die alte Fahrbahn zurück auf die Strecke zu fahren. Allerdings war der Weg zurück auf die Strecke durch ein Tor versperrt, sodass er wendete und hinter der Begrenzung zurück auf die Strecke fuhr. Räikkönen erklärte nach dem Rennen, dass er den Weg über die alte Strecke beim Großen Preis von Brasilien 2001 entdeckt hatte und das Tor damals noch offen war.
In der 55. Runde griff Hülkenberg vor der ersten Kurve Hamilton an. Dabei verlor er das Auto und rutschte in Hamilton. Während Hülkenberg weiterfuhr und anschließend mit einer Durchfahrtsstrafe für das Verursachen einer Kollision belegt wurde, schied Hamilton mit gebrochener Radaufhängung aus. Damit übernahm sein Teamkollege Button die Führung des Rennens.
In den nächsten Runden kamen die Piloten an die Box, um auf Intermediates zu wechseln. Vettel, dessen Stopp nicht optimal lief, fiel dadurch aus den Punkten heraus, während Alonso auf den dritten Platz vorrückte und kurz darauf von seinem Teamkollegen Massa auf den zweiten Platz vorgelassen wurde. Vettel schaffte es in der Schlussphase des Rennens noch auf den sechsten Platz. Sein letztes Überholmanöver gelang ihm gegen Schumacher.
In der 66. Runde kam es im Duell um den elften Platz zu einem für die Konstrukteurs-Weltmeisterschaft entscheidenden Positionswechsel.  Petrow ging an Charles Pic vorbei und erreichte schließlich auf dem elften Platz das Ziel. Damit wurde Petrow zum besten Piloten, der keine Punkte eingefahren hatte, und Caterham überholte Marussia in der Weltmeisterschaft.
Kurz vor Rennende verunglückte di Resta in der Arquibancadas und löste eine Safety-Car-Phase aus. Di Resta blieb ohne Verletzungen und verließ das Auto aus eigener Kraft.
Das Rennen wurde schließlich unter gelben Flaggen beendet und Button gewann vor Alonso, Massa, Webber und Hülkenberg. Vettel, der auf dem sechsten Platz ins Ziel kam, reichte dieser Platz zum Gewinn seines dritten Weltmeistertitels. Vettel wurde zum jüngsten Piloten, dem dies gelang und zudem nach Juan Manuel Fangio und Michael Schumacher zum dritten Piloten, dem drei Weltmeistertitel in Folge gelangen. Grand-Prix-Sieger Button gestand nach dem Rennen, dass er zunächst Alonso für den Weltmeister gehalten habe, da er davon ausgegangen war, dass Vettel zu Beginn des Rennens ausgeschieden wäre. Für Button war es der 15. und letzte Sieg in der Formel-1-Weltmeisterschaft.
Die restlichen Punkte gingen an Schumacher, Jean-Éric Vergne, Kobayashi und Räikkönen.
In der Weltmeisterschaft belegte Alonso mit drei Punkten Rückstand den zweiten Platz. Obwohl er bereits zwei Weltmeistertitel eingefahren hatte, bezeichnete er nach dem Rennen die Saison 2012 als beste Saison seiner Karriere. Räikkönen wurde Dritter. Bei den Konstrukteuren blieben die ersten Positionen unverändert, sodass Ferrari den zweiten und McLaren-Mercedes den dritten Platz hinter Red Bull-Renault übernahm.

## Meldeliste
| Team                          | Nr. | Fahrer              | Chassis           | Motor                | Reifen |
| ----------------------------- | --- | ------------------- | ----------------- | -------------------- | ------ |
| Red Bull Racing               | 01  | Sebastian Vettel    | Red Bull RB8      | Renault 2.4 V8       | P      |
| Red Bull Racing               | 02  | Mark Webber         | Red Bull RB8      | Renault 2.4 V8       | P      |
| Vodafone McLaren Mercedes     | 03  | Jenson Button       | McLaren MP4-27    | Mercedes-Benz 2.4 V8 | P      |
| Vodafone McLaren Mercedes     | 04  | Lewis Hamilton      | McLaren MP4-27    | Mercedes-Benz 2.4 V8 | P      |
| Scuderia Ferrari              | 05  | Fernando Alonso     | Ferrari F2012     | Ferrari 2.4 V8       | P      |
| Scuderia Ferrari              | 06  | Felipe Massa        | Ferrari F2012     | Ferrari 2.4 V8       | P      |
| Mercedes AMG Petronas F1 Team | 07  | Michael Schumacher  | Mercedes F1 W03   | Mercedes-Benz 2.4 V8 | P      |
| Mercedes AMG Petronas F1 Team | 08  | Nico Rosberg        | Mercedes F1 W03   | Mercedes-Benz 2.4 V8 | P      |
| Lotus F1 Team                 | 09  | Kimi Räikkönen      | Lotus E20         | Renault 2.4 V8       | P      |
| Lotus F1 Team                 | 10  | Romain Grosjean     | Lotus E20         | Renault 2.4 V8       | P      |
| Sahara Force India F1 Team    | 11  | Paul di Resta       | Force India VJM05 | Mercedes-Benz 2.4 V8 | P      |
| Sahara Force India F1 Team    | 12  | Nico Hülkenberg     | Force India VJM05 | Mercedes-Benz 2.4 V8 | P      |
| Sauber F1 Team                | 14  | Kamui Kobayashi     | Sauber C31        | Ferrari 2.4 V8       | P      |
| Sauber F1 Team                | 15  | Sergio Pérez        | Sauber C31        | Ferrari 2.4 V8       | P      |
| Scuderia Toro Rosso           | 16  | Daniel Ricciardo    | Toro Rosso STR7   | Ferrari 2.4 V8       | P      |
| Scuderia Toro Rosso           | 17  | Jean-Éric Vergne    | Toro Rosso STR7   | Ferrari 2.4 V8       | P      |
| Williams F1 Team              | 18  | Pastor Maldonado    | Williams FW34     | Renault 2.4 V8       | P      |
| Williams F1 Team              | 19  | Valtteri Bottas     | Williams FW34     | Renault 2.4 V8       | P      |
| Williams F1 Team              | 19  | Bruno Senna         | Williams FW34     | Renault 2.4 V8       | P      |
| Caterham F1 Team              | 20  | Giedo van der Garde | Caterham CT01     | Renault 2.4 V8       | P      |
| Caterham F1 Team              | 20  | Heikki Kovalainen   | Caterham CT01     | Renault 2.4 V8       | P      |
| Caterham F1 Team              | 21  | Witali Petrow       | Caterham CT01     | Renault 2.4 V8       | P      |
| HRT F1 Team                   | 22  | Pedro de la Rosa    | HRT F112          | Cosworth 2.4 V8      | P      |
| HRT F1 Team                   | 23  | Narain Karthikeyan  | HRT F112          | Cosworth 2.4 V8      | P      |
| Marussia F1 Team              | 24  | Timo Glock          | Marussia MR01     | Cosworth 2.4 V8      | P      |
| Marussia F1 Team              | 25  | Charles Pic         | Marussia MR01     | Cosworth 2.4 V8      | P      |

Anmerkungen
1. 1 2  Bottas fuhr den Williams mit der Nummer 19 im ersten freien Training. Senna übernahm das Fahrzeug anschließend für das restliche Rennwochenende.
2. 1 2  van der Garde fuhr den Caterham mit der Nummer 20 im ersten freien Training. Kovalainen übernahm das Fahrzeug anschließend für das restliche Rennwochenende.

## Klassifikationen

### Qualifying
| Pos.                                                                      | Fahrer             | Konstrukteur         | Q1       | Q2       | Q3       | Start |
| ------------------------------------------------------------------------- | ------------------ | -------------------- | -------- | -------- | -------- | ----- |
| 01                                                                        | Lewis Hamilton     | McLaren-Mercedes     | 1:15,075 | 1:13,398 | 1:12,458 | 01    |
| 02                                                                        | Jenson Button      | McLaren-Mercedes     | 1:15,456 | 1:13,515 | 1:12,513 | 02    |
| 03                                                                        | Mark Webber        | Red Bull-Renault     | 1:16,180 | 1:13,667 | 1:12,581 | 03    |
| 04                                                                        | Sebastian Vettel   | Red Bull-Renault     | 1:15,644 | 1:13,209 | 1:12,760 | 04    |
| 05                                                                        | Felipe Massa       | Ferrari              | 1:16,263 | 1:14,048 | 1:12,987 | 05    |
| 06                                                                        | Pastor Maldonado   | Williams-Renault     | 1:16,266 | 1:13,698 | 1:13,174 | 16    |
| 07                                                                        | Nico Hülkenberg    | Force India-Mercedes | 1:15,536 | 1:13,704 | 1:13,206 | 06    |
| 08                                                                        | Fernando Alonso    | Ferrari              | 1:16,097 | 1:13,856 | 1:13,253 | 07    |
| 09                                                                        | Kimi Räikkönen     | Lotus-Renault        | 1:16,432 | 1:13,698 | 1:13,298 | 08    |
| 10                                                                        | Nico Rosberg       | Mercedes             | 1:15,929 | 1:13,848 | 1:13,489 | 09    |
| 11                                                                        | Paul di Resta      | Force India-Mercedes | 1:15,901 | 1:14,121 | –        | 10    |
| 12                                                                        | Bruno Senna        | Williams-Renault     | 1:15,333 | 1:14,219 | –        | 11    |
| 13                                                                        | Sergio Pérez       | Sauber-Ferrari       | 1:15,974 | 1:14,234 | –        | 12    |
| 14                                                                        | Michael Schumacher | Mercedes             | 1:16,005 | 1:14,334 | –        | 13    |
| 15                                                                        | Kamui Kobayashi    | Sauber-Ferrari       | 1:16,400 | 1:14,380 | –        | 14    |
| 16                                                                        | Daniel Ricciardo   | Toro Rosso-Ferrari   | 1:16,744 | 1:14,574 | –        | 15    |
| 17                                                                        | Jean-Éric Vergne   | Toro Rosso-Ferrari   | 1:16,722 | 1:14,619 | –        | 17    |
| 18                                                                        | Romain Grosjean    | Lotus-Renault        | 1:16,967 | –        | –        | 18    |
| 19                                                                        | Witali Petrow      | Caterham-Renault     | 1:17,073 | –        | –        | 19    |
| 20                                                                        | Heikki Kovalainen  | Caterham-Renault     | 1:17,086 | –        | –        | 20    |
| 21                                                                        | Timo Glock         | Marussia-Cosworth    | 1:17,508 | –        | –        | 21    |
| 22                                                                        | Charles Pic        | Marussia-Cosworth    | 1:18,104 | –        | –        | 22    |
| 23                                                                        | Narain Karthikeyan | HRT-Cosworth         | 1:19,576 | –        | –        | 23    |
| 24                                                                        | Pedro de la Rosa   | HRT-Cosworth         | 1:19,699 | –        | –        | 24    |
| 107-Prozent-Zeit: 1:20,330 min (bezogen auf Q1-Bestzeit von 1:15,075 min) |                    |                      |          |          |          |       |

Anmerkungen
1. ↑  Maldonado wurde aufgrund seiner dritten Verwarnung um zehn Positionen nach hinten versetzt.
2. ↑  de la Rosa wurde aufgrund eines Getriebewechsels um fünf Positionen nach hinten versetzt.

1. 1 2 3 4 5 6 7 8 9 10 11 12 13 14 15 16 17 18 19 20  Rennwagen mit KERS

### Rennen
| Pos. | Fahrer             | Konstrukteur         | Runden | Stopps | Zeit        | Start | Schnellste Runde |
| ---- | ------------------ | -------------------- | ------ | ------ | ----------- | ----- | ---------------- |
| 01   | Jenson Button      | McLaren-Mercedes     | 71     | 2      | 1:45:22,656 | 02    | 1:18,108 (37.)   |
| 02   | Fernando Alonso    | Ferrari              | 71     | 3      | + 2,754     | 07    | 1:18,623 (36.)   |
| 03   | Felipe Massa       | Ferrari              | 71     | 3      | + 3,615     | 05    | 1:18,879 (37.)   |
| 04   | Mark Webber        | Red Bull-Renault     | 71     | 3      | + 4,936     | 03    | 1:18,903 (39.)   |
| 05   | Nico Hülkenberg    | Force India-Mercedes | 71     | 3      | + 5,708     | 06    | 1:18,210 (38.)   |
| 06   | Sebastian Vettel   | Red Bull-Renault     | 71     | 4      | + 9,453     | 04    | 1:19,090 (36.)   |
| 07   | Michael Schumacher | Mercedes             | 71     | 4      | + 11,907    | 13    | 1:20,158 (37.)   |
| 08   | Jean-Éric Vergne   | Toro Rosso-Ferrari   | 71     | 4      | + 28,653    | 17    | 1:18,983 (39.)   |
| 09   | Kamui Kobayashi    | Sauber-Ferrari       | 71     | 3      | + 31,250    | 14    | 1:18,973 (35.)   |
| 10   | Kimi Räikkönen     | Lotus-Renault        | 70     | 3      | + 1 Runde   | 08    | 1:19,444 (34.)   |
| 11   | Witali Petrow      | Caterham-Renault     | 70     | 3      | + 1 Runde   | 19    | 1:20,528 (39.)   |
| 12   | Charles Pic        | Marussia-Cosworth    | 70     | 3      | + 1 Runde   | 22    | 1:20,310 (36.)   |
| 13   | Daniel Ricciardo   | Toro Rosso-Ferrari   | 70     | 5      | + 1 Runde   | 15    | 1:19,308 (36.)   |
| 14   | Heikki Kovalainen  | Caterham-Renault     | 70     | 5      | + 1 Runde   | 20    | 1:19,256 (39.)   |
| 15   | Nico Rosberg       | Mercedes             | 70     | 4      | + 1 Runde   | 09    | 1:20,266 (38.)   |
| 16   | Timo Glock         | Marussia-Cosworth    | 70     | 4      | + 1 Runde   | 21    | 1:19,686 (34.)   |
| 17   | Pedro de la Rosa   | HRT-Cosworth         | 69     | 4      | + 2 Runden  | 24    | 1:21,085 (37.)   |
| 18   | Narain Karthikeyan | HRT-Cosworth         | 69     | 4      | + 2 Runden  | 23    | 1:21,544 (40.)   |
| 19   | Paul di Resta      | Force India-Mercedes | 68     | 3      | DNF         | 10    | 1:19,314 (39.)   |
| –    | Lewis Hamilton     | McLaren-Mercedes     | 54     | 2      | DNF         | 01    | 1:18,069 (38.)   |
| –    | Romain Grosjean    | Lotus-Renault        | 5      | 0      | DNF         | 18    | 1:22,184 (02.)   |
| –    | Pastor Maldonado   | Williams-Renault     | 1      | 0      | DNF         | 16    | –                |
| –    | Bruno Senna        | Williams-Renault     | 0      | 0      | DNF         | 11    | –                |
| –    | Sergio Pérez       | Sauber-Ferrari       | 0      | 0      | DNF         | 12    | –                |

Anmerkungen
1. 1 2 3 4 5 6 7 8 9 10 11 12 13 14 15 16 17 18 19 20  Rennwagen mit KERS

## WM-Stände nach dem Rennen
Die ersten zehn des Rennens bekommen 25, 18, 15, 12, 10, 8, 6, 4, 2 bzw. 1 Punkt(e).

### Fahrerwertung
| Pos. | Fahrer             | Konstrukteur         | Punkte |
| ---- | ------------------ | -------------------- | ------ |
| 01   | Sebastian Vettel   | Red Bull-Renault     | 281    |
| 02   | Fernando Alonso    | Ferrari              | 278    |
| 03   | Kimi Räikkönen     | Lotus-Renault        | 207    |
| 04   | Lewis Hamilton     | McLaren-Mercedes     | 190    |
| 05   | Jenson Button      | McLaren-Mercedes     | 188    |
| 06   | Mark Webber        | Red Bull-Renault     | 179    |
| 07   | Felipe Massa       | Ferrari              | 122    |
| 08   | Romain Grosjean    | Lotus-Renault        | 96     |
| 09   | Nico Rosberg       | Mercedes             | 93     |
| 10   | Sergio Pérez       | Sauber-Ferrari       | 66     |
| 11   | Nico Hülkenberg    | Force India-Mercedes | 63     |
| 12   | Kamui Kobayashi    | Sauber-Ferrari       | 60     |
| 13   | Michael Schumacher | Mercedes             | 49     |

| Pos. | Fahrer             | Konstrukteur         | Punkte |
| ---- | ------------------ | -------------------- | ------ |
| 14   | Paul di Resta      | Force India-Mercedes | 46     |
| 15   | Pastor Maldonado   | Williams-Renault     | 45     |
| 16   | Bruno Senna        | Williams-Renault     | 31     |
| 17   | Jean-Éric Vergne   | Toro Rosso-Ferrari   | 16     |
| 18   | Daniel Ricciardo   | Toro Rosso-Ferrari   | 10     |
| 19   | Witali Petrow      | Caterham-Renault     | 0      |
| 20   | Timo Glock         | Marussia-Cosworth    | 0      |
| 21   | Charles Pic        | Marussia-Cosworth    | 0      |
| 22   | Heikki Kovalainen  | Caterham-Renault     | 0      |
| 23   | Jérôme D’Ambrosio  | Lotus-Renault        | 0      |
| 24   | Narain Karthikeyan | HRT-Cosworth         | 0      |
| 25   | Pedro de la Rosa   | HRT-Cosworth         | 0      |

### Konstrukteurswertung
| Pos. | Konstrukteur     | Punkte |
| ---- | ---------------- | ------ |
| 01   | Red Bull-Renault | 460    |
| 02   | Ferrari          | 400    |
| 03   | McLaren-Mercedes | 378    |
| 04   | Lotus-Renault    | 303    |
| 05   | Mercedes         | 142    |
| 06   | Sauber-Ferrari   | 126    |

| Pos. | Konstrukteur         | Punkte |
| ---- | -------------------- | ------ |
| 07   | Force India-Mercedes | 109    |
| 08   | Williams-Renault     | 76     |
| 09   | Toro Rosso-Ferrari   | 26     |
| 10   | Caterham-Renault     | 0      |
| 11   | Marussia-Cosworth    | 0      |
| 12   | HRT-Cosworth         | 0      |